# NGC 6553
NGC 6553 je kulová hvězdokupa v souhvězdí Střelce. Objevil ji William Herschel 22. května 1784.
Hvězdokupa je od Země vzdálena 19 600 světelných let.

## Pozorování

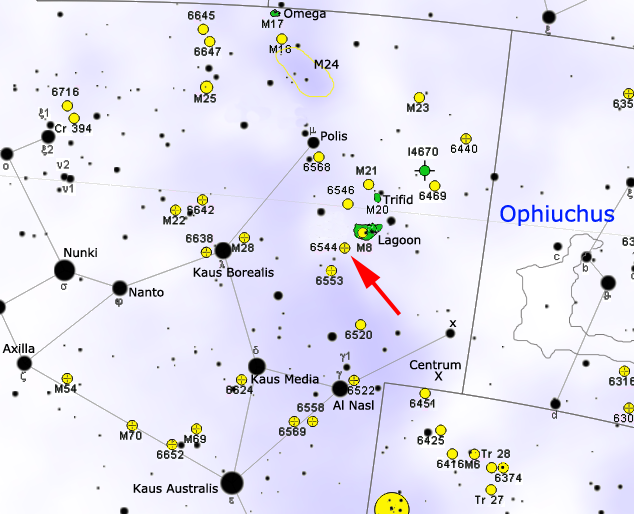
Poloha NGC 6544 a NGC 6553 v souhvězdí Střelce

Hvězdokupa se nachází v západní části souhvězdí v bohatém poli hvězd. Výchozím bodem pro její nalezení může být mlhovina Laguna, od které 1° jihovýchodně leží další kulová hvězdokupa NGC 6544 a 1° jihovýchodně od ní najdeme NGC 6553. Při malém zvětšení dalekohledu se obě vejdou do zorného pole. V malém hvězdářském dalekohledu vypadá jako drobná mlhavá skvrnka, ale její nejjasnější hvězdy mají 15. magnitudu, takže ji jako zrnitou ukáže až velký dalekohled.

## Vlastnosti
NGC 6553 je velmi slabě zhuštěná kulová hvězdokupa 11. stupně podle Shapleyho–Sawyerové klasifikace. Její odhadovaná vzdálenost od Země je 6 000 parseků (19 600 světelných let), 2 200 parseků od středu Galaxie.